# تپه روستای خلیفه‌لو
تپه روستای خلیفه‌لو مربوط به سده‌های اولیهٔ دوران‌های تاریخی پس از اسلام است و در شهرستان هوراند، دهستان دیکله، روستای خلیفه‌لو واقع شده و این اثر در تاریخ ۱۵ دی ۱۳۸۷ با شمارهٔ ثبت ۲۳۹۶۳ به‌عنوان یکی از آثار ملی ایران به ثبت رسیده است.